# Slovenska liga ameriškega nogometa 2009-2010
La Slovenska liga ameriškega nogometa 2009-2010 è stata la 1ª edizione dell'omonimo torneo di football americano.
Ha avuto inizio il 17 ottobre 2009 e si è conclusa il 26 giugno 2010 con la finale vinta per 41-0 dai Ljubljana Silverhawks sugli Alp Devils.

## Squadre partecipanti
| Club                  | Città   | Stadio | Sponsor ufficiale | Risultato nella stagione 2010 |
| --------------------- | ------- | ------ | ----------------- | ----------------------------- |
| Alp Devils            | Kranj   |        |                   |                               |
| Ljubljana Silverhawks | Lubiana |        |                   | Campioni di Slovenia          |
| Maribor Generals      | Maribor |        |                   |                               |
| Žalec Gold Diggers    | Žalec   |        |                   |                               |

## Stagione regolare

### Calendario

#### 1ª giornata
| Mozirje 17 ottobre 2009 | Žalec Gold Diggers | 0 – 63 | Ljubljana Silverhawks |  |

| Kranj 18 ottobre 2009 | Alp Devils | 25 – 13 | Maribor Generals |  |

#### 2ª giornata
| Lubiana 21 ottobre 2009 | Ljubljana Silverhawks | 65 – 0 | Alp Devils |  |

| Maribor 25 ottobre 2009 | Maribor Generals | 40 – 27 | Žalec Gold Diggers |  |

#### 3ª giornata
| Lubiana 7 novembre 2009 | Ljubljana Silverhawks | 59 – 7 | Maribor Generals |  |

#### Recuperi 1
| Lubiana 9 maggio 2010 | Alp Devils | 23 – 19 | Žalec Gold Diggers |  |

#### 4ª giornata
| Maribor 16 maggio 2010 | Maribor Generals | 35 – 27 | Alp Devils |  |

#### Recuperi 2
| Vrhnika 22 maggio 2010 | Ljubljana Silverhawks | 71 – 0 | Žalec Gold Diggers |  |

#### Anticipi 1
| Maribor 30 maggio 2010 | Maribor Generals | 13 – 64 | Ljubljana Silverhawks |  |

#### 5ª giornata
| 5 giugno 2010 | Alp Devils | 0 – 35 (a tavolino) | Ljubljana Silverhawks |  |

| 6 giugno 2010 | Žalec Gold Diggers | 0 – 35 (a tavolino) | Maribor Generals |  |

#### 6ª giornata
| 12 giugno 2010 | Žalec Gold Diggers | 0 – 35 (a tavolino) | Alp Devils |  |

### Classifica
La classifica della regular season è la seguente:
- PCT = percentuale di vittorie, G = partite giocate, V = partite vinte, P = partite perse, PF = punti fatti, PS = punti subiti

| Pos. | Squadra               | PCT   | G | V | P | PF  | PS  |
| ---- | --------------------- | ----- | - | - | - | --- | --- |
| 1    | Ljubljana Silverhawks | 1.000 | 6 | 6 | 0 | 357 | 20  |
| 2    | Alp Devils            | .500  | 6 | 3 | 3 | 110 | 167 |
| 3    | Maribor Generals      | .500  | 6 | 3 | 3 | 143 | 202 |
| 4    | Žalec Gold Diggers    | .000  | 6 | 0 | 6 | 46  | 267 |

## Finali

### Finale 3º - 4º posto
| Šmartno ob Paki 26 giugno 2010 | Maribor Generals | 26 – 12 | Žalec Gold Diggers |  |

### SloBowl I
| Šmartno ob Paki 26 giugno 2010 | Ljubljana Silverhawks | 41 – 0 | Alp Devils |  |

## Verdetti
- Ljubljana Silverhawks Campioni della Slovenia 2009-2010 (1º titolo)